# Sony Interactive Entertainment
A Sony Interactive Entertainment (SIE) multinacionális videójáték- és digitális szórakoztató-ipari vállalat, a Sony Corporation japán konglomerátum leányvállalata. A cég elsődleges székhelye, a Sony Interactive Entertainment LLC (SIE LLC) San Mateóban van, míg a Sony Interactive Entertainment Inc. (SIE Inc.) Tokióban. A SIE Inc.-et Sony Computer Entertainment (SCE) néven alapították 1993. november 16-án Tokióban, hogy felügyelje a Sony videójáték-fejlesztéseit a PlayStation rendszerekre, míg a SIE LLC-t 2016. április 1-jén alapították San Mateóban.
A cég az első PlayStation-konzol 1994-es sikeres rajtja óta a PlayStation otthoni videójáték-konzolok és azok kiegészítőinek termékpalettáját fejleszti. Ahogy a vállalat elkezdett Észak-Amerikába és számos országba terjeszkedni gyorsan a Sony első számú kutatási és fejlesztési részlege lett a videójátékok és az interaktív szórakoztatás terén. 2016 áprilisában a SCE és a Sony Network Entertainment International átalakult és átszerveződött a Sony Interactive Entertainmentbe, továbbvéve mindkét cég műveleteit és elsődleges feladatait. A SIE ugyanebben az évben áthelyezte a központját Tokióból San Mateóba.
A Sony Interactive Entertainment kezeli a PlayStation-videójáték rendszerekkel kapcsolatos szoftverek és hardverek kutatását és fejlesztését, gyártását és forgalmazását. A SIE egyben videójáték-fejlesztő és -kiadó is, és számos leányvállalatot üzemeltet a Sony legnagyobb piacain, így Észak-Amerikában, Európában és Ázsiában is. A vállalat 2018 augusztusáig több mint 525 millió PlayStation-konzolt adott el világszerte.

## Szoftverfejlesztő stúdiói
| Belsős (PlayStation Studios) |
| --- |
| Ázsia - Team Asobi – The Playroom sorozat – Astro Bot Rescue Mission – Astro’s Playroom - Polyphony Digital – Gran Turismo sorozat – Motor Toon Grand Prix sorozat – Tourist Trophy – Omega Boost Észak-Amerika - Insomniac Games – Spyro the Dragon sorozat – Ratchet & Clank sorozat – Resistance sorozat – Spider-Man sorozat - Naughty Dog – Crash Bandicoot sorozat – Jak and Daxter sorozat – Uncharted sorozat – The Last of Us sorozat - Bend Studio – Syphon Filter sorozat – Resistance: Retribution – Uncharted: Golden Abyss – Uncharted: Fight for Fortune – Days Gone - San Diego Studio – MLB: The Show sorozat – NBA sorozat – ModNation Racers sorozat – Sports Champions sorozat – The Mark of Kri – Pain – High Velocity Bowling – Pinball Heroes – Medieval Moves: Deadmund’s Quest – LittleBigPlanet Karting - Santa Monica Studio – God of War sorozat – Twisted Metal sorozat – PixelJunk sorozat – Fat Princess sorozat – Kinetica – Downhill Domination – War of the Monsters – The Con – Neopets: The Darkest Faerie – Blast Factor – Flow – Calling All Cars! – Warhawk – Everyday Shooter – Linger in Shadows – Flower – .detuned – Carnival Island – Escape Plan – Journey – Datura – Starhawk – Sorcery – Sound Shapes, The Unfinished Swan – PlayStation All-Stars: Battle Royale – Hohokum – Fat Princess: Piece of Cake – The Order: 1886 – Everybody’s Gone to the Rapture – Bound - Sucker Punch Productions – Sly Cooper sorozat – Infamous sorozat – Ghost of Tsushima - Pixelopus – Entwined – Concrete Genie Európa - Guerrilla Games – Killzone sorozat – Horizon sorozat - London Studio – SingStar sorozat – DanceStar Party sorozat – EyeToy sorozat, EyePet sorozat – Wonderbook sorozat – The Getaway sorozat – This is Football sorozat – World Tour Soccer sorozat – Passport to… sorozat – PlayStation Home – NBA ShootOut '97 – Porsche Challenge – Rapid Racer – Spice World – Team Buddies – Hardware: Online Arena – Fired Up – Gangs of London – Aqua Vita – Operation Creature Feature – The Trials of Topoq – Mesmerize Distort – Tori-Emaki – Mesmerize Trace – Beats – RA. One: The Game – DON 2: The Game - Media Molecule – LittleBigPlanet sorozat – Tearaway – Tearaway Unfolded – Dreams - Housemarque – Stardust sorozat – Dead Nation – Resogun – Nex Machina - Returnal - Firesprite – The Persistence - Fabrik Games – Filthy Lucre – The Lost Bear A játékfejlesztést támogató leányvállalatok - XDev Az XDev független videójáték-fejlesztő stúdiókkal működik közre Európában és a PAL-régióban, hogy a PlayStation-platformokra tartalmakat jelenítsenek meg – LittleBigPlanet sorozat – Buzz! sorozat – Invizimals sorozat – MotorStorm sorozat – Killzone sorozat – Pursuit Force sorozat – Start the Party! sorozat – Super Stardust sorozat – Hustle Kings sorozat – Super Rub ’a’ Dub – Heavenly Sword – Rag Doll Kung Fu: Fists of Plastic – Crash Commando – Heavy Rain – Tumble – The Fight: Lights Out – Dead Nation – Move Fitness – Reality Fighters – Table Top Tanks – PulzAR – Table Ice Hockey – Smart As… – When Vikings Attack! – Table Mini Golf – Beyond: Two Souls – Wonderbook: Walking with Dinosaurs – Tearaway – Resogun – Dead Nation: Apocalypse Edition – Lemmings Touch – PlayStation Vita Pets – Murasaki Baby – Run Sackboy! Run! – The Hungry Horde – BigFest – Until Dawn – Tearaway Unfolded – Rime – Alienation – Wild – Shadow of the Beast - San Mateo Studio – A SIE Worldwide Studios segédstúdiója – Syphon Filter sorozat – Jak and Daxter sorozat – Socom sorozat – Sly Cooper sorozat – Ratchet & Clank sorozat – Resistance sorozat – Uncharted sorozat – Infamous sorozat – Jet Li: Rise to Honor – CounterSpy – Helldivers - ICE Team – Az ICE Team elsősorban a Sony belsős videójátékaihoz fejleszt alapvető grafikai technológiákat - Nixxes Software – Holland stúdió, amely játékok más platformokra való átírására szakosodott - Malaysia Studio - A SIE Worldwide Studios segédstúdiója |
| Bezárt |
| Belsős - Japan Studio – Ape Escape sorozat – LocoRoco sorozat – Legend of Legaia sorozat – The Eye of Judgment sorozat – Hot Shots Golf sorozat – Patapon sorozat – White Knight Chronicles sorozat – The Legend of Dragoon – Talkman – Rogue Galaxy – Mainicsi isso – Piyotama – The Last Guy – Demon’s Souls – Trash Panic – Numblast – Kung Fu Rider – Beat Sketcher – Bleach: Soul Resurrección – Puppeteer – Knack – Destiny of Spirits – Bloodborne – The Tomorrow Children – Siren sorozat – Gravity Rush sorozat - PaRappa the Rapper sorozat – Arc the Lad sorozat – Wild Arms sorozat – Beyond the Beyond – Alundra sorozat – Boku no nacujaszumi sorozat – SkyGunner – Okage: Shadow King – Tsugunai: Atonement – Dual Hearts – Dark Cloud sorozat – Genji: Dawn of the Samurai sorozat – Rule of Rose – Jeanne d’Arc – LocoRoco sorozat – Tokyo Jungle – Soul Sacrifice – Rain – Freedom Wars – Oreshika: Tainted Bloodlines – Déraciné – Ghost in the Shell – Ghost in the Shell: Stand Alone Complex (a 2004-es és a 2005-ös játék is) - 989 Studios – NFL GameDay sorozat – MLB sorozat – NBA ShootOut sorozat – NCAA GameBreaker sorozat – Twisted Metal III – Twisted Metal 4 – Cool Boarders 3 – Cool Boarders 4 – Jet Moto 3 – Rally Cross 2 – ESPN Extreme Games/1Xtreme – 2Xtreme – 3Xtreme - BigBig Studios – Pursuit Force sorozat – MotorStorm: Arctic Edge – Little Deviants - Evolution Studios – World Rally Championship sorozat – MotorStorm sorozat – Driveclub - Guerrilla Cambridge – MediEvil sorozat – C-12: Final Resistance – Primal – Ghosthunter – 24: The Game – LittleBigPlanet PSP – TV Superstars – Killzone: Mercenary – a Killzone sorozaton való közreműködés – Wipeout sorozat – EyeToy sorozat – Heavenly Sword – PlayStation Home – PlayTV - Incognito Entertainment – Twisted Metal sorozat – Warhawk – War of the Monsters – Downhill Domination – Calling All Cars! - Manchester Studio – PlayStation VR-játékok fejlesztésére összpontosító stúdió - Studio Liverpool – Wipeout sorozat – Formula One sorozat - Team Ico (a Japan Studio divíziója) – Ico, Shadow of the Colossus - Zipper Interactive – Socom sorozat – MAG – Unit 13 |

## A cég tulajdonában lévő sorozatok
- .detuned
- Aconcagua
- Afrika
- Alienation
- Altered Space
- Alundra
- Ape Escape
- Aqua Vita
- Aquanaut’s Holiday
- Arc the Lad
- Astro Bot Rescue Mission
- ATV Offroad Fury
- Baby Universe
- B-Boy[13]
- Beat Sketcher
- Beats
- Beyond the Beyond
- Beyond: Two Souls
- BigFest[14]
- Blade Dancer
- Blast Factor
- Blasto
- Bloodborne
- Blood & Truth
- Boku no nacujaszumi
- Bombastic
- Bound
- Bravo Team
- Bust a Groove
- Buzz!
- C-12: Final Resistance
- Calling All Cars!
- Cardinal Syn
- Carnival Island
- Cart Kings
- Chimparty
- Coded Soul
- Codename: Tenka
- Colony Wars
- Concrete Genie
- Cool Boarders
- CounterSpy
- Crash Commando
- Crime Crackers
- DanceStar Party
- Dare to Fly
- Dark Cloud
- Dark Mist
- Datura
- Days Gone
- Dead Nation
- Death Stranding
- Demon’s Souls
- Déraciné
- Desi Adda
- Destiny of Spirits
- Destruction Derby
- Detroit: Become Human
- Devil Dice
- Diggs Nightcrawler
- DJ: Decks & FX
- Dog's Life
- Doki-Doki Universe
- Downhill Domination
- Drakan
- Drawn to Death
- Dreams
- Driveclub
- Dropship: United Peace Force
- Dual Hearts
- Eastern Mind: The Lost Souls of Tong Nou
- Eat Them!
- Echochrome
- Echoshift
- Ecolibrium
- Eight Days
- Elefunk
- Elemental Gearbolt
- Enkaku szósza: Sindzsicu e no 23 nicsikan
- Entwined
- Epidemic
- Equinox
- Erica
- Escape Plan
- Everybody Dance
- Everybody’s Golf
- Everybody’s Gone to the Rapture
- Extermination
- Extra Innings
- EyePet
- EyeToy
- FantaVision
- Farpoint
- Fat Princess
- Feel Ski
- Fired Up
- Firebugs
- Firewall Zero Hour
- Flow
- Flower
- Folklore
- Frantics
- Freedom Wars
- Frequency
- Frobisher Says!
- Fuse
- G-Police
- Gangs of London
- Genji
- Gensi no kotoba
- Ghost of Tsushima
- Ghosthunter
- Global Force: Sin szentó kokka
- God of War
- Go! Sports Ski
- Gran Turismo
- Gravity Rush
- Grind Session
- Ground Zero: Texas
- Gunners Heaven
- Guns Up!
- Hardware
- Heavenly Sword
- Helldivers
- Here They Lie
- Hermie Hopperhead: Scrap Panic
- Hidden Agenda
- High Velocity Bowling
- Hohokum
- Horizon Zero Dawn
- Hustle Kings
- Ico
- Imaginstruments
- Infamous
- Intelligent Qube
- Invizimals
- Jak and Daxter
- Jeanne d’Arc
- Jet Moto
- Jet X2O
- Jinx
- Joake no Mariko
- Journey
- Jumping Flash!
- Jungle Party
- Killstrain
- Killzone
- Kinetica
- Kingdom of Paradise
- Kingsley’s Adventure
- Kite Fight
- Kileak: The DNA Imperative
- Knack
- Knowledge Is Power
- Kula World
- Kung Fu Rider
- Lair
- Legend of Legaia
- Lemmings
- Lifeline
- Linger in Shadows
- LittleBigPlanet
- Little Deviants
- LocoRoco
- Marvel’s Iron Man VR
- Marvel’s Spider-Man
- Mad Maestro!
- Mag
- Mary Shelley’s Frankenstein
- Matterfall
- Medieval Moves
- MediEvil
- Mesmerize
- Mister Mosquito
- MLB: The Show
- ModNation Racers
- Monster Kingdom
- Motor Toon Grand Prix
- MotorStorm
- Move Fitness
- Murasaki Baby
- My Street
- No Escape
- No Heroes Allowed
- Nucleus
- Numblast
- Okage: Shadow King
- Omega Boost
- Open Me![15]
- Operation Creature Feature
- Ore no rjóri
- Ore no sikabane wo koete juke
- Overboard!
- Pain
- Paint Park
- PaRappa the Rapper
- Patapon
- Patchwork Heroes[16]
- Pet in TV
- Piyotama
- Philosoma
- PhyreEngine
- PlayLink
- PlayStation All-Stars
- PlayStation Home
- PlayStation Move Heroes
- PlayStation Vita Pets
- PlayStation VR Worlds
- Popolocrois
- Primal
- Project: Horned Owl
- PulzAR
- Puppeteer
- Pursuit Force
- Rain
- Rally Cross
- Rapid Racer
- Rapid Reload
- Rascal
- Ratchet & Clank
- Reality Fighters
- Resistance
- Resogun
- Retro Force
- RIGS: Mechanized Combat League
- Rise of the Kasai
- Rise to Honor
- Rogue Galaxy
- Rule of Rose
- Szagasi ni ikójo
- Savage Moon
- Secret Agent Clank
- Sewer Shark
- Shadow of the Beast
- Shadow of the Colossus
- SingStar
- Siren
- Sky Diving
- Skyblazer
- SkyGunner
- Sly Cooper
- Smart As…
- Smart Ball
- Snakeball
- SOCOM U.S. Navy SEALs
- Sorcery
- Soul Sacrifice
- Sound Shapes
- Speed Freaks
- Sports Champions
- Starblood Arena
- Starhawk
- Start the Party!
- Steel Reign
- Sunset Overdrive
- Super Rub 'a' Dub
- Super Stardust
- Syphon Filter
- t@g
- Table Ice Hockey
- Table Top Tanks
- Talkman
- Tanarus
- Team Buddies
- Tearaway
- That’s You
- The Con
- The Eye of Judgment
- The Fight
- The Getaway
- The Hungry Horde[9]
- The Last Guardian
- The Last Guy
- The Last of Us
- The Legend of Dragoon
- The Mark of Kri
- The Order: 1886
- The Playroom
- The Shoot
- The Tomorrow Children
- The Trials of Topoq
- The Unfinished Swan
- This Is Football
- Tiny Tank
- Tokyo Jungle
- Top Darts
- Tori-Emaki
- Toro Inoue
- Tourist Trophy
- Toy Home
- Trash Panic
- Tsugunai
- Tomba!
- TV Superstars
- Twisted Metal
- UmJammer Lammy
- Uncharted
- Unit 13
- Until Dawn
- Untold Legends
- Vib-Ribbon
- War of the Monsters
- Warhawk
- What Did I Do To Deserve This, My Lord?
- What Remains of Edith Finch[17]
- When Vikings Attack!
- White Knight Chronicles
- Wild[18]
- Wild Arms
- Wipeout
- Wonderbook
- World Tour Soccer
- Xtreme

## Fordítás
- Ez a szócikk részben vagy egészben  a   Sony Interactive Entertainment című angol Wikipédia-szócikk ezen változatának fordításán alapul.  Az eredeti cikk szerkesztőit annak laptörténete sorolja fel. Ez a jelzés csupán a megfogalmazás eredetét és a szerzői jogokat jelzi, nem szolgál a cikkben szereplő információk forrásmegjelöléseként.